# Alan Barillaro
Alan Barillaro es un director, animador y guionista canadiense. Conocido principalmente por su trabajo en el cortometraje ganador del Premio Óscar Piper (2016).

## Biografía
Barillaro estudio en la Universidad de Sheridan en Oakville, Ontario y es empleado de los estudios Pixar, donde trabajo en múltiples de sus películas más famosas entre las que se destacan A Bug's Life, Monsters, Inc., Buscando a Nemo, Los Increíbles, WALL·E, Brave y Monsters University, entre otras.
En 2017, ganó el Óscar al mejor cortometraje animado por su corto Piper, el cual se estrenó junto con Buscando a Dory .

## Filmografía
| Año  | Película            | Trabajo                               | Notas                                               |
| ---- | ------------------- | ------------------------------------- | --------------------------------------------------- |
| 1998 | A Bug's Life        | Animador adicional                    |                                                     |
| 2001 | Monsters, Inc.      | Desarrollador y animador de personaje |                                                     |
| 2003 | Buscando a Nemo     | Director de animación                 |                                                     |
| 2004 | Los Increíbles      | Supervisor de animación               |                                                     |
| 2005 | Jack-Jack Attack    | Supervisor de animación               |                                                     |
| 2006 | Lifted              | Animador                              | Corto                                               |
| 2008 | WALL·E              | Supervisor de animación               |                                                     |
| 2008 | Igor                | Animador                              |                                                     |
| 2012 | Brave               | Animador                              |                                                     |
| 2013 | Monsters University | Animador adicional                    |                                                     |
| 2016 | Piper               | Director, Guionista                   | Corto, Ganó el Óscar al mejor cortometraje animado. |

## Premios y distinciones
Premios Óscar
| Año  | Categoría                | Película | Resultado |
| ---- | ------------------------ | -------- | --------- |
| 2017 | Mejor corto de animación | Piper    | Ganador   |